# Heorhij Narbut
Heorhij Iwanowycz Narbut (Георгій Іванович Нарбут, ur. 26 lutego 1886 w Narbutiwce w obecnym obwodzie czernihowskim na Ukrainie, zm. 23 maja 1920 w Kijowie) – ukraiński grafik i ilustrator.

## Życiorys
Był synem Iwana (absolwenta Uniwersytetu Kijowskiego) i Neoniły z domu Machnowicz. Jego ojciec miał litewskie korzenie. Dzieciństwo i młodość spędził w dworze rodzinnym i już wówczas interesował się zabytkami i heraldyką (m.in. skopiował fragmenty Ewangeliarza Ostromira). W 1906 pojechał studiować do Petersburga i najpierw był słuchaczem orientalistyki, a potem wydziału historyczno-filologicznego Uniwersytetu Petersburskiego. Poznał Iwana Bilibina, który przygarnął go do domu, poruszony skromnymi warunkami jego życia. Asystował w tych czasach Bilibinowi podczas pracy.
W 1906, m.in. za wstawiennictwem Bilibina, wydał w Petersburgu swoje pierwsze prace (np. Śnieżka). Protekcja była mu potrzebna, gdyż pochodził z prowincji, jego pierwszym językiem był ukraiński i nieskładnie posługiwał się językiem rosyjskim. Z czasem podnosił swój poziom artystyczny, uwolnił się z maniery Bilibina, w jakiej wcześniej tworzył i osiągnął wysoką jakość druku. W 1909 pojechał do Monachium celem uzupełnienia studiów artystycznych. Zrobiły tu na nim ogromne wrażenie dzieła Albrechta Dürera. W 1910, przez Narbutówkę, powrócił do Petersburga, gdzie poważnie rozwinął działalność ilustratorską. W 1911 zilustrował bajki Iwana Kryłowa (m.in. Baśnie), a w 1912 Hansa Christiana Andersena (m.in. Słowika), przedstawiając nastrój za pomocą empirowej sylwetki. Recenzenci petersburscy uznali ilustracje do Kryłowa za arcydzieło. W 1913 zilustrował Herbarz małorosyjski. Był też członkiem redakcji czasopisma Herboznawca.
Wybuch I wojny światowej wywołał u niego szok. Zaszył się wówczas w swoim dworze w Narbutówce, gdzie podejmował próby malowania. Wkrótce zdecydował się powrócić do Petersburga, gdzie pracował w czasopismach wojskowych (np. ilustracje Lemberg znów Lwowem, czy Od niemieckich płomieni i pocisków ginie katedra w Reims). Nie krył swojego entuzjazmu dla odradzającej się Polski i nienawiści do caratu. W 1915 zilustrował Dawną architekturę Galicji G. Łukomskiego, gdzie zawarł postacie szlachty polskiej i jej herby. W 1916 wybrano go do zarządu Świata Sztuki. Został powołany do wojska, ale nadal wykonywał swój zawód i pozostał w Petersburgu. W 1917 rozpoczął prace nad Abecadłem zamówionym przez wydawnictwo R. Golike i A. Wilborg, gdzie do każdej litery zaplanował całostronicową kompozycję. Miało to być podsumowanie twórczego rozwoju artysty, jednak z uwagi na działania wojenne, Abecadło nie zostało nigdy ukończone. Powstałe częściowo ilustracje są w posiadaniu Muzeum Sztuki w Charkowie. W 1917 część krytyki rosyjskiej uznała go za największego mistrza grafiki książkowej na terenie Rosji. 
W 1917 powrócił na Ukrainę, gdzie został mianowany profesorem Akademii Sztuk Pięknych w Kijowie, a następnie został rektorem tej uczelni. Zaprojektował na zlecenie rządu ukraińskiego herb państwowy, pieczęcie, mundury, banknoty i znaczki pocztowe. Zilustrował też tomik poetycki swojego brata, Wołodymyra. Działał społecznie, m.in. w związku zawodowym artystów plastyków. Stworzył również Acta Narbutorum, czyli zbiór dokumentów rodowych począwszy od XVII wieku. Zacięte walki o Kijów i związana z tym atmosfera nieustannego napięcia nadwątliły jego zdrowie. W marcu 1920 trafił do szpitala, gdzie zmarł mając 34 lata. Pochowano go w Kijowie. Po śmierci zorganizowano mu wystawy w Kijowie i Petersburgu, a w Niemczech i Austrii opublikowano o nim artykuły.

## Osiągnięcia
Narbut dokonał w Rosji przełomu ilustratorskiego - zerwał z tradycja traktowania grafiki jako dodatku do książki, łącząc ją w jednolitą artystycznie całość kompozycyjną z tekstem.
Największe kolekcje jego dział znajdują się w: Państwowym Muzeum Rosyjskim w Petersburgu, Muzeum Sztuki Ukraińskiej w Kijowie oraz w Muzeum Sztuki w Charkowie.